# Yaldā
Yalda (in persiano شب یلدا‎, Shab-e Yalda oppure Notte Chelleh (in persiano شب چله‎, shab-e chelle) è una festività del solstizio d'inverno iraniano dell'emisfero settentrionale celebrato nella "notte più lunga e buia dell'anno". Secondo il calendario, ciò corrisponde alla notte del 20/21 dicembre nel calendario gregoriano, e alla notte tra l'ultimo giorno del nono mese (Azar) e il primo giorno del decimo mese (Dey)  del calendario civile iraniano.
La notte più lunga e buia dell'anno è un periodo in cui amici e familiari si riuniscono per mangiare, bere e leggere poesie (soprattutto Hafez di Shiraz) fino a ben oltre mezzanotte. Si mangiano frutta e noci e particolarmente significativi sono i melograni e i cocomeri. Il colore rosso in questi frutti simboleggia le tonalità cremisi dell'alba e il bagliore della vita. Le poesie del Divan-e Hafez, che si possono trovare nelle librerie della maggior parte delle famiglie iraniane, vengono lette o recitate in varie occasioni come questo festival e Nowruz. Shab-e Yalda è stata ufficialmente aggiunta alla Lista dei tesori nazionali dell'Iran in una cerimonia speciale nel 2008. 

## Nomi
La notte più lunga e buia dell'anno segna "la notte che apre il periodo iniziale di quaranta giorni dei tre mesi invernali", da cui deriva il nome Chelleh, "quarantesimo". Ci sono tutti insieme tre i periodi di 40 giorni, uno in estate e due in inverno. I due periodi invernali sono noti come il periodo della "grande Chelleh" (da 1 Dey a 11 Bahman, 40 giorni interi), seguito / sovrapposto al periodo della "piccola Chelleh" (da 10 Bahman a 30 Bahman, 20 giorni + 20 notti = 40 notti e giorni). Shab-e Chelleh è la notte che apre il periodo della "grande Chelleh", cioè la notte tra l'ultimo giorno d'autunno e il primo giorno d'inverno. L'altro nome della festa, "Yaldā", è in definitiva un prestito dei cristiani di lingua siriaca. Nel I secolo, un numero significativo di cristiani orientali si stabilì nei territori arsacidi e sassanidi, dove avevano ricevuto protezione dalla persecuzione religiosa. Attraverso di loro, gli iraniani (es Parti, persiani ecc.) vennero in contatto con osservanze religiose cristiane, tra cui, a quanto pare, la Yalda Nestoriana, che in siriaco (un dialetto aramaico medio ) significa letteralmente "nascita" ma in un contesto religioso era anche il nome proprio cristiano siriaco del Natale, e poiché cadde nove mesi dopo l'Annunciazione, fu celebrato alla vigilia del solstizio d'inverno. Il nome della festa cristiana passò ai vicini non cristiani e sebbene non sia chiaro quando e dove il termine siriaco fu preso in prestito dal persiano, gradualmente 'Shab-e Yalda 'e' Shab-e Chelleh 'sono diventati sinonimi e i due sono usati in modo intercambiabile.

## Usi e costumi

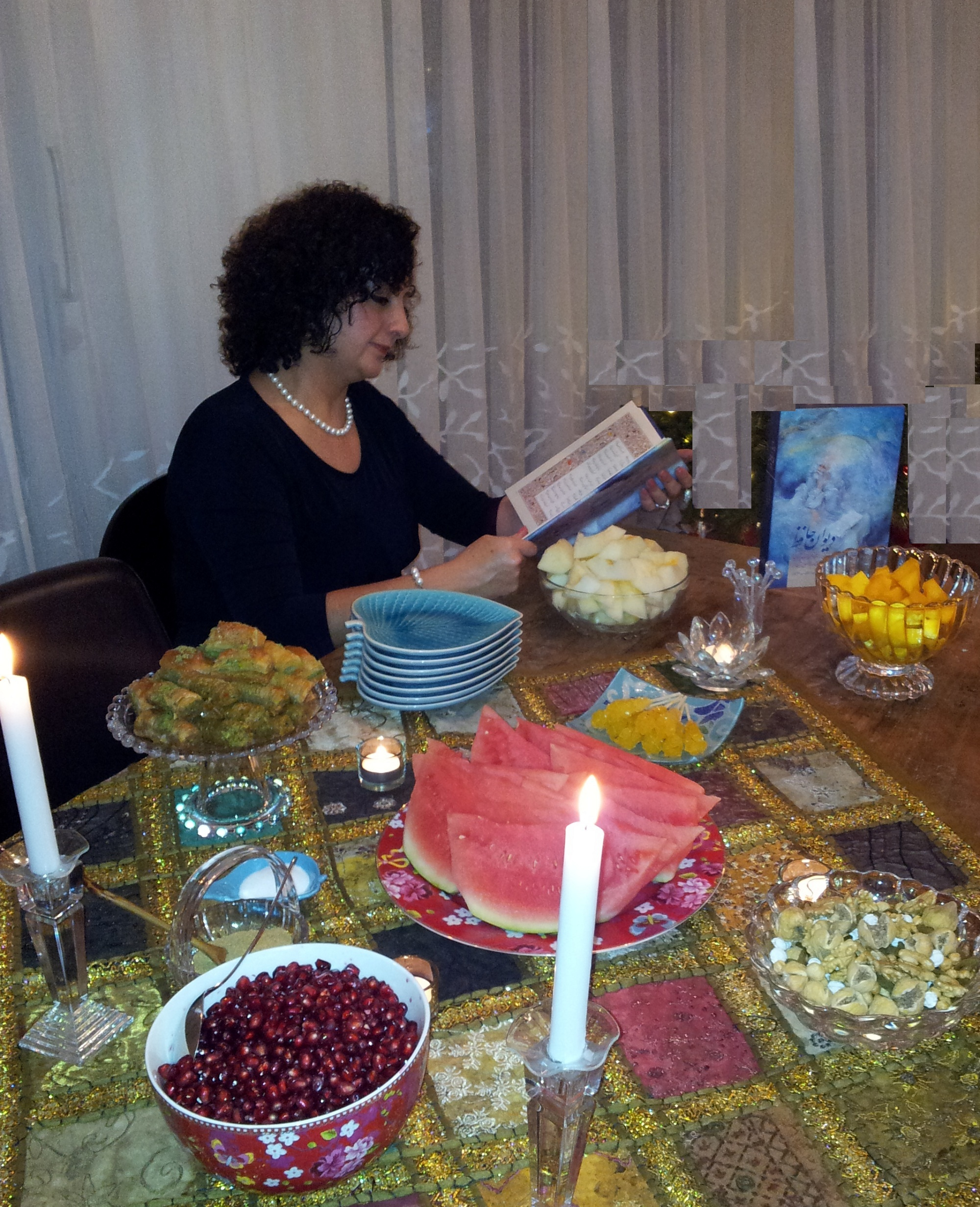
Signora iraniana recita le poesie di Hafez nella notte Yalda

Nella tradizione zoroastriana la notte più lunga e buia dell'anno era un giorno particolarmente infausto, e le pratiche di quella che ora è conosciuta come "Shab-e Chelleh / Yalda" erano originariamente usanze intese a proteggere le persone dal male (vedi Daeva) durante quella lunga notte, in quell'epoca si immaginava che le forze del male di Ahrimane fossero al loro apice. Si consigliava alle persone di rimanere svegli la maggior parte della notte, per evitare che la sfortuna potesse capitarle, e le persone si sarebbero quindi riunite al sicuro in gruppi di amici e parenti, avrebbero condiviso gli ultimi frutti rimasti dell'estate e avrebbero trovato il modo di passare la lunga notte insieme in buona compagnia. Il giorno successivo (cioè il primo giorno del mese di Dae) era quindi un giorno di celebrazione, e (almeno nel X secolo, come registrato da Al-Biruni), la festa del primo giorno del mese di Dae era noto come Ḵorram-ruz (giorno gioioso) o Navad-ruz (novanta giorni [dopo il Nowruz]). Sebbene il significato religioso della lunga notte oscura sia andato perduto, le vecchie tradizioni di restare alzati fino a tardi in compagnia di amici e familiari sono state mantenute nella cultura iraniana fino ai giorni nostri.
I riferimenti ad altre feste più antiche tenute intorno al solstizio d'inverno sono noti sia dai testi del Medio Persiano che dai testi del primo periodo islamico. Nel X secolo, Al-Biruni menzionava il festival di metà anno (Maidyarem Gahanbar) che si svolse dall'11 al 11-15 Dae. Si presume generalmente che questa festa fosse originariamente il solstizio d'inverno, e che gradualmente cambiò. cf. Al-Biruni registra anche una festa del fuoco di Adar Jashan celebrata all'intersezione del giorno Adar (9°) del mese di Adar (9 °), che è l'ultimo mese autunnale. Questa è stata probabilmente la stessa festa del fuoco chiamata Shahrevaragan (Shahrivar giorno e Shahrivar mese), che ha segnato l'inizio dell'inverno dei Tocari. Nel 1979, il giornalista Hashem Razi teorizzò che Mihragan — la festa del giorno di Mitra che in epoca pre-islamica si celebrava nell'equinozio d'autunno ed è ancora oggi celebrata in autunno — all'inizio dell'epoca islamica era passata al solstizio d'inverno. Razi ha basato la sua ipotesi sul fatto che parte della poesia della prima era islamica si riferisce a Mihragan in relazione alla neve e al freddo. La teoria di Razi ha un seguito significativo su Internet, ma mentre la documentazione di Razi è stata accettata accademicamente, la sua citazione no. La Chella del Sufismo, che è un periodo di 40 giorni di ritiro e digiuno, non ha niente a che fare con la festa del solstizio d'inverno. 
Il cibo gioca un ruolo centrale nella forma odierna delle celebrazioni. Nella maggior parte delle parti dell'Iran la famiglia allargata si riunisce e si gode una cena raffinata. Viene servita un'ampia varietà di frutta e dolci preparati o conservati appositamente per questa serata. Gli alimenti comuni alla celebrazione includono anguria, melograno, noci e frutta secca. Questi oggetti e altri sono comunemente posizionati su un korsi, intorno al quale le persone si siedono. In alcune zone è consuetudine che durante la cerimonia della notte di Chelleh vengano servite quaranta varietà di cibo. Diverse superstizioni sono alte riguardo alla notte di Chelleh. Queste superstizioni, tuttavia, sono principalmente associate al consumo. Ad esempio, si ritiene che il consumo di angurie nella notte di Chelleh garantirà la salute e il benessere dell'individuo durante i mesi estivi proteggendolo dal cadere vittima del caldo eccessivo o delle malattie prodotte dagli umori caldi. Nel Khorasan, c'è la convinzione che chiunque mangi carote, pere, melograni e olive verdi sarà protetto dal morso dannoso degli insetti, in particolare degli scorpioni. Mangiare aglio in questa notte protegge dai dolori alle articolazioni.
Dopo cena le persone più anziane intrattengono gli altri raccontando loro storie e aneddoti. Un altro passatempo preferito e prevalente della notte di Chelleh è fāl-e Ḥāfeẓ, che è la divinazione usando il Dīvān di Hafez (cioè bibliomanzia). Tuttavia, si ritiene che non si debba indovinare dal Dīvān di Hafez più di tre volte, altrimenti il poeta potrebbe arrabbiarsi.
Le attività comuni al festival includono restare svegli oltre la mezzanotte, conversare, bere, leggere poesie ad alta voce, raccontare storie e barzellette e ballare. Prima dell'invenzione e della diffusione dell'elettricità, anche decorare e illuminare la casa e il cortile con le candele faceva parte della tradizione, ma pochi hanno continuato questa tradizione. Un'altra tradizione è quella di regalare frutta secca e noci a parenti e amici, avvolti in tulle e legati con un nastro (simile alle "bomboniere" di matrimonio). Prima del divieto di alcol, anche il vino faceva parte della celebrazione. Nonostante il divieto islamico di alcol in Iran, molti continuano a includere bevande alcoliche fatte in casa nelle loro celebrazioni. Un'antica usanza ancora praticata nell'Asia centrale meridionale (Khorasan) è la preparazione e il consumo del kaf, che è una specie di dolce. Un'altra usanza praticata nella notte di Chelleh da alcune parti dell'Iran e del Khorasan riguarda i giovani fidanzati. Gli uomini inviano una disposizione di sette tipi di frutta e una varietà di regali alle loro fidanzate per questa notte. In alcune zone, la ragazza e la sua famiglia restituiscono il favore inviando regali per il giovane.
Il Tagikistan, che è anche storicamente parte della regione abitata dai popoli iraniani e quindi continua ad avere forti legami culturali e linguistici con l'Iran moderno, celebra anche lo Shabe Yalda all'inizio dei 40 giorni di chila (чила) quaranta giorni di freddo. Un'associazione con il periodo della "chella" di 40 giorni è conservata anche tra gli azeri iraniani e il popolo della Repubblica dell'Azerbaigian, che chiamano la festa Çillə Gecəsi چیلله گئجه‌سی e che si riferisce anche all'inizio dei primi 40 giorni dell'inverno.  A Tabriz, la città più popolosa dell'Azerbaigian iraniano, i genitori inviano alla figlia e al marito alcuni cibi speciali come kofte tabrizi, noci, regali speciali, dolci e cesti di frutta ben disposti. Le famiglie fanno uno sforzo particolare per riunirsi nelle case dei nonni per ascoltare le storie dei loro anziani.

## Nei film
La trama del film iraniano del 2019 Yalda, a Night for Forgiveness, diretto da Massoud Bakhshi, è basata su un vero e proprio reality show iraniano di prim'ordine che è stato effettivamente trasmesso durante il Ramadan, ma che nel film, sotto licenza drammatica, è trasmesso nella notte di Yalda. Nel film, una giovane donna condannata per omicidio chiede alla figlia della vittima di concederle il perdono e salvarla dalla pena di morte.

## Galleria d'immagini

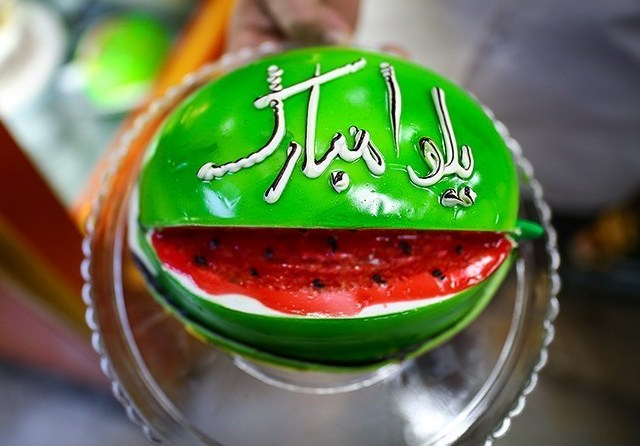
Yaldā a Gorgan
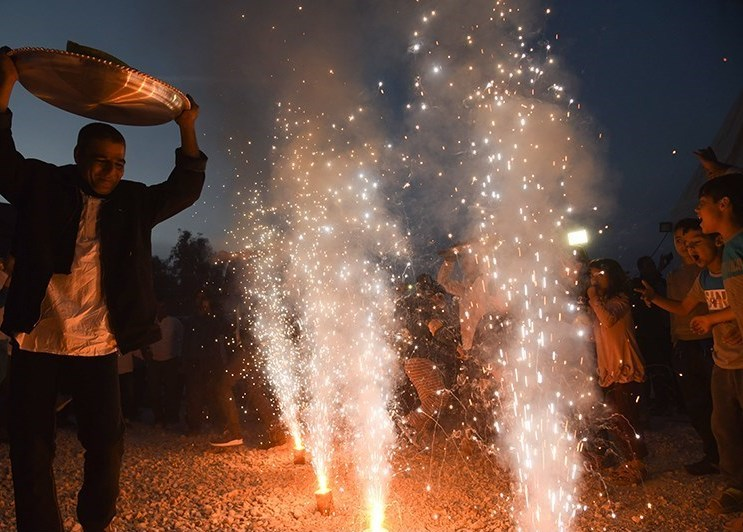
Notte Yaldā del 2017 al Sarpol-e Zahab
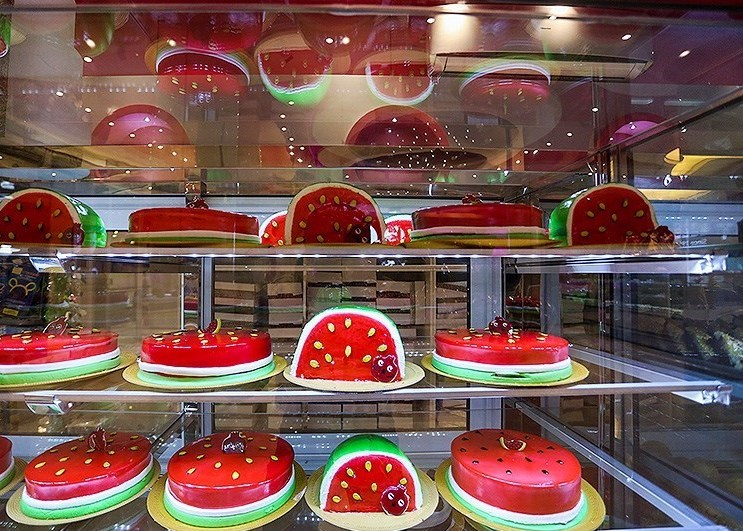
Dolci della notte Yaldā a Isfahan
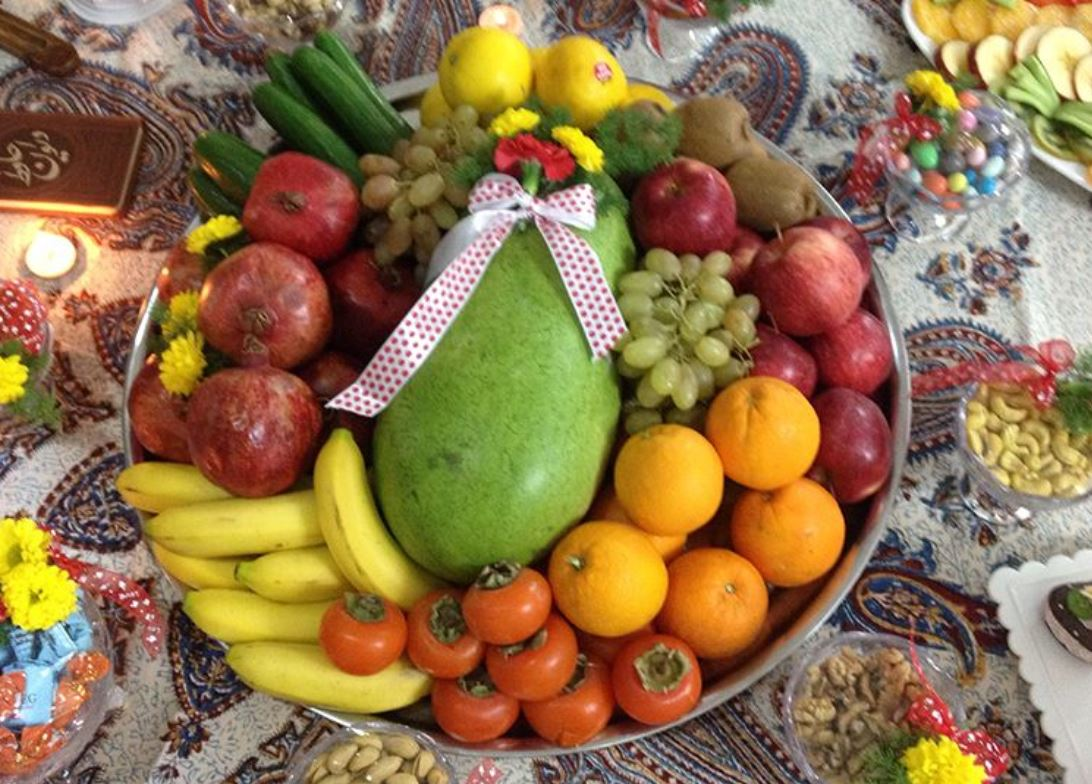
Frutta nella notte di Yaldā
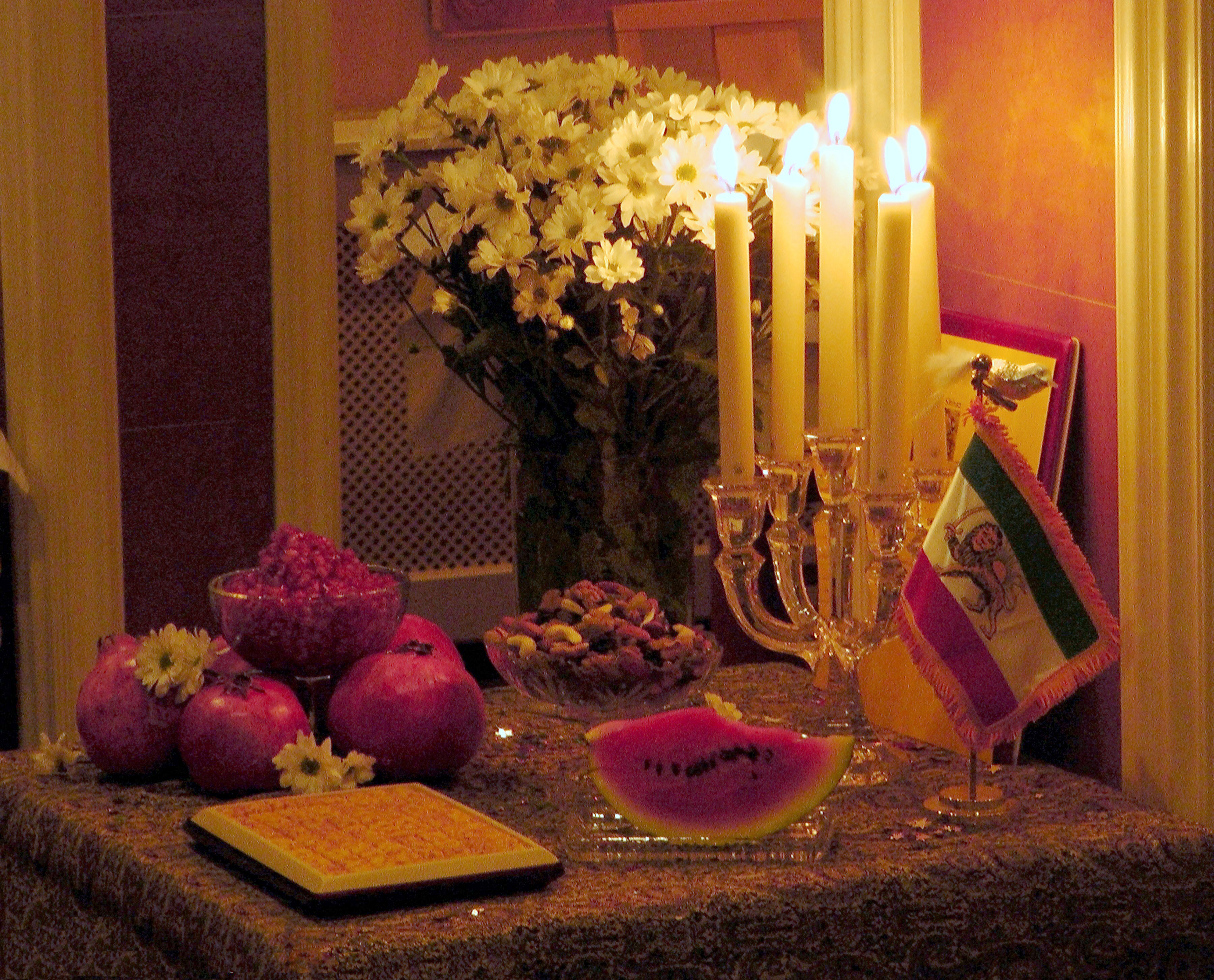
Comodino Yalda, Amsterdam
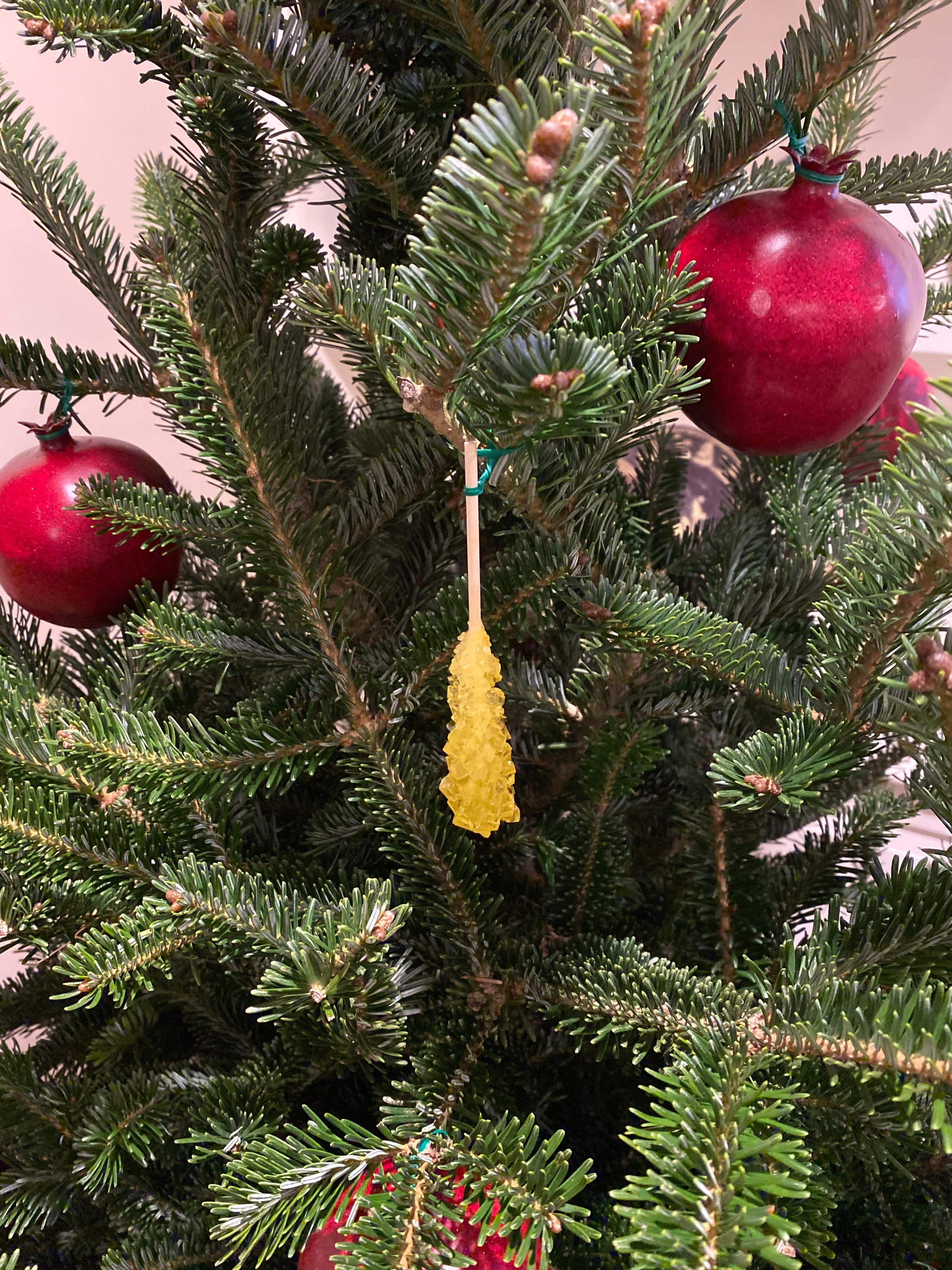
Albero notturno di Yaldā